# Cystobia testiculi
Cystobia testiculi is een soort in de taxonomische indeling van de Myzozoa, een stam van microscopische parasitaire dieren. Het organisme komt uit het geslacht Cystobia en behoort tot de familie Urosporidae. Cystobia testiculi werd in 1916 ontdekt door Tregouboff.